# 이성규
이성규(李聖圭, 1993년 8월 3일~)는 KBO 리그 삼성 라이온즈의 내야수, 외야수이다.

## 아마추어 시절
광주동성고등학교 시절 주전 유격수로 활약했지만 전국 대회에서 소속 팀이 좋은 성적을 내지 못했고, 3학년 때는 타율이 2할대에 그쳐 2012년 신인 드래프트에서 지명되지 못했다.
2012년 인하대학교에 입학하자마자 팀 내 주전 2루수를 꿰찼고, KBA회장기 전국대학야구대회에서 인하대의 우승과 함께 1학년 때 타격상을 수상했다. 2학년 때인 2013년에도 시즌 타율 0.316으로 1학년(타율 0.390) 때와 걸맞은 활약을 펼쳐 그 해 10월 동아시아 경기 대회에 국가대표로 참가했다. 4학년 때인 2015년에는 타율 0.370, 2홈런으로 대학 대표팀에 합류했고, 그 해 7월 고향에서 열린 하계 유니버시아드에 참가해 동메달을 획득했다.

## 삼성 라이온즈시절
2016년 2차 4순위 지명을 받아 입단하였다. 2016년에 1군 5경기 출장에 그쳤지만, 2군에서 타율 0.342(304타수 104안타), 7홈런, 54타점으로 가능성을 인정받았다. 시즌 후 23U 야구 월드컵과 아시아 윈터 베이스볼에 참가했고 오키나와 마무리 캠프에 합류했다.

## 경찰 야구단시절
2018년에 입대했다. 4월 11일 KIA전에서 2010년 이래 최초로 4연타석 홈런을 쳐 냈다. 시즌 71경기에 출전해 타율 0.366, 31홈런, 79타점으로 2군 홈런왕과 타점왕을 달성했다.

## 삼성 라이온즈복귀
2019년에 복귀하였으며 2020년 두자릿수 홈런을 쳤는데 동성고 출신 삼성 선수로 두자릿수 홈런을 기록한 건 이원석(이적생)에 이어 두 번째였다.

## 응원가
- ~ 2019년

이성규 삼성 라이온즈 이성규 (이성규!)
안타를 날려줘요 오오오 삼성 이성규
이성규 삼성 라이온즈 이성규(이성규!)
안타를 날려줘요 오오오 삼성 이성규 이성규~ (이성규!)
- 2020년 ~ 현재

날려라 삼성 이성규 (오~ 안타) 삼성 이성규 (오~ 홈런)
최강 삼성 승리 위해
날려라 삼성 이성규 (오~ 화이팅)

## 출신 학교
- 광주대성초등학교
- 광주동성중학교
- 광주동성고등학교
- 인하대학교

## 통산 기록
| 연도 | 팀명  | 타율  | 경기 | 타수 | 득점 | 안타 | 2루타 | 3루타 | 홈런 | 루타 | 타점 | 도루 | 도실 | 볼넷 | 사구 | 삼진 | 병살 | 실책 |
| ---- | ----- | ----- | ---- | ---- | ---- | ---- | ----- | ----- | ---- | ---- | ---- | ---- | ---- | ---- | ---- | ---- | ---- | ---- |
| 2016 | 삼성  | 0.250 | 6    | 4    | 2    | 1    | 0     | 0     | 0    | 1    | 0    | 0    | 0    | 0    | 0    | 3    | 0    | 0    |
| 2017 | 삼성  | 0.118 | 15   | 17   | 4    | 2    | 0     | 0     | 0    | 2    | 0    | 0    | 0    | 1    | 1    | 9    | 0    | 0    |
| 2019 | 삼성  | 0.256 | 16   | 43   | 3    | 11   | 2     | 0     | 2    | 19   | 7    | 1    | 1    | 2    | 1    | 16   | 1    | 3    |
| 2020 | 삼성  | 0.181 | 98   | 216  | 25   | 39   | 7     | 1     | 10   | 78   | 30   | 3    | 1    | 18   | 5    | 64   | 7    | 8    |
| 2022 | 삼성  | 0.074 | 13   | 27   | 5    | 2    | 0     | 0     | 0    | 2    | 1    | 0    | 0    | 5    | 2    | 8    | 1    | 0    |
| 2023 | 삼성  | 0.027 | 109  | 145  | 23   | 30   | 10    | 1     | 1    | 45   | 18   | 4    | 3    | 8    | 3    | 42   | 3    | 3    |
| 2024 | 삼성  | 0.242 | 122  | 302  | 56   | 73   | 10    | 1     | 22   | 151  | 57   | 9    | 2    | 31   | 15   | 109  | 5    | 6    |
| 통산 | 7시즌 | 0.210 | 379  | 452  | 118  | 158  | 29    | 3     | 35   | 298  | 113  | 17   | 7    | 65   | 27   | 251  | 18   | 20   |